# Grammy Award para Melhor Performance de R&B
O Grammy Award para Melhor Performance de R&B (no original em inglês: Grammy Award for Best R&B Performance) é uma das categorias dos Prêmios Grammy, uma cerimónia estabelecida em 1958 e originalmente denominada como Gramophone Awards,. Esta categoria, em específico, destina-se a reconhecer a qualidade vocal e técnica nos álbuns musicais e canções do gênero musical R&B. As várias categorias são apresentadas anualmente pela The Recording Academy dos Estados Unidos em "honra da realização artística, proficiência técnica e excelência global na indústria da gravação, sem levar em conta as vendas ou posições nas tabelas musicais".
O prêmio foi originalmente apresentado de 1959 a 1961 como "Melhor Performance de Rhythm & Blues" e de 1962 a 1968 como "Melhor Gravação de Rhythm & Blues" até ser extinto. Em 2012, em meio às reformas da estrutura de categorias do Prêmio Grammy, a categoria foi restabelecida combinando os indicados das anteriores categorias de Melhor Performance Vocal Feminina de R&B, Melhor Performance Vocal Masculina de R&B, Melhor Performance R&B por Dupla ou Grupo com Vocais e Melhor Performance de Música Urbana/Alternativa. A reestruturação dessas categorias foi resultado do desejo da Academia de Gravação em simplificar a quantidade de premiados e eliminar as distinções entre performances masculinas e femininas e entre performances individuais ou em grupo.

## Vencedores
| Ano  | Vencedor                    | Vencedor                           | Indicados | Ref.   |
| Ano  | Artista                     | Obra                               | Indicados | Ref.   |
| ---- | --------------------------- | ---------------------------------- | --- | ------ |

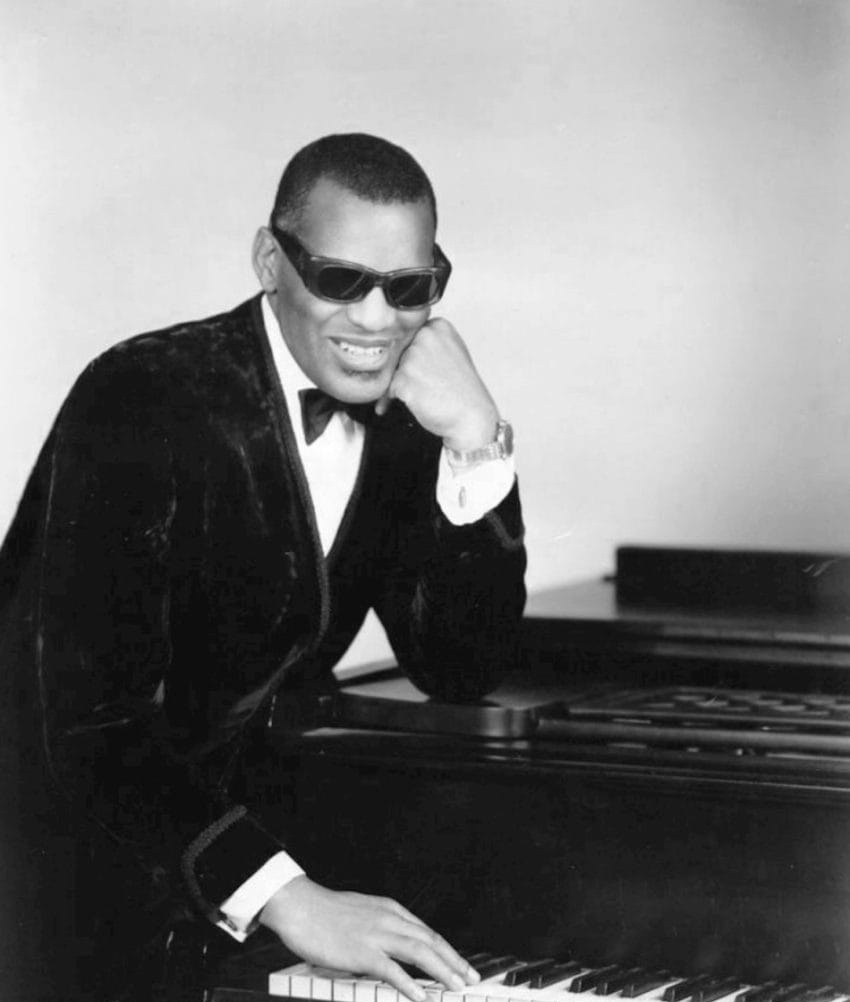
Ray Charles é o maior vencedor da categoria com 5 prêmios consecutivos, sendo o último em 1967 por "Crying Time".

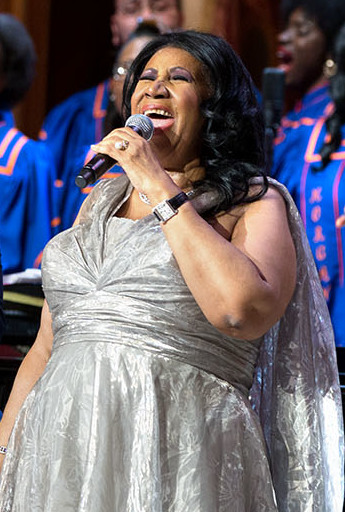
Com a gravação de "Respect", Aretha Franklin foi a vencedora antes da suspensão da categoria em 1968.

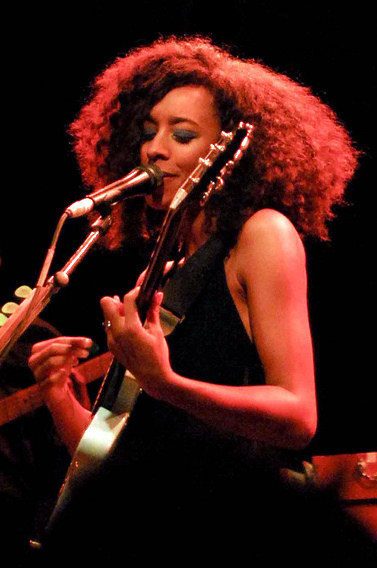
Corinne Bailey Rae foi a primeira vencedora após o retorno da categoria em 2012.

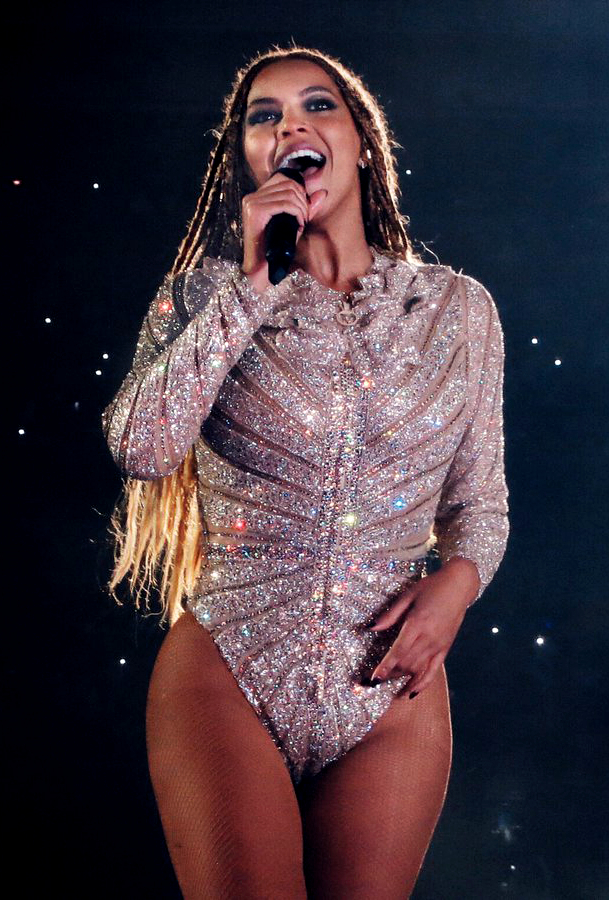
Beyoncé, vencedora da categoria em 2015 e 2021 por "Drunk in Love" e "Black Parade", respectivamente.

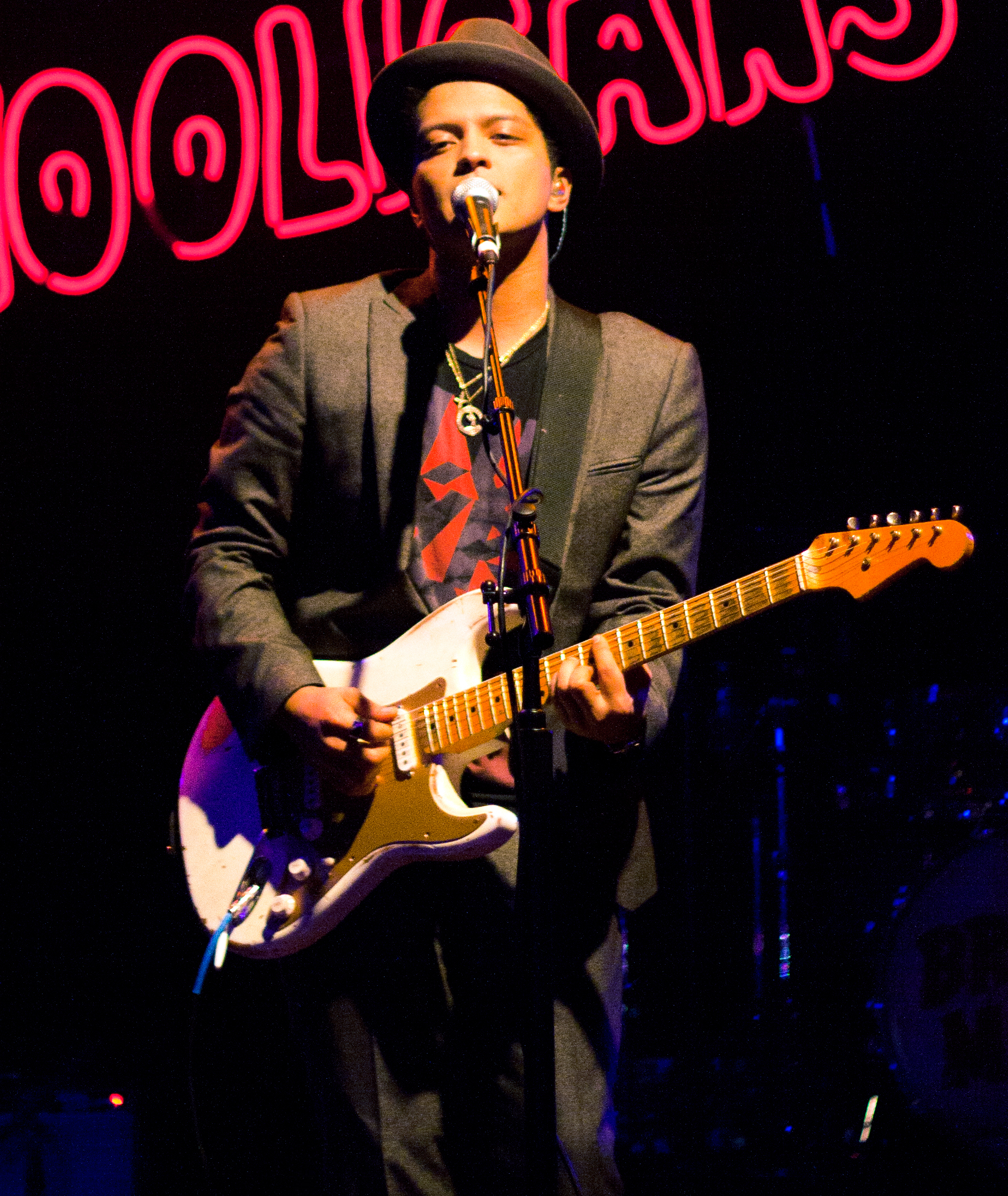
Bruno Mars venceu a categoria em 2018 por "That's What I Like" e em 2022 como parte da dupla Silk Sonic.

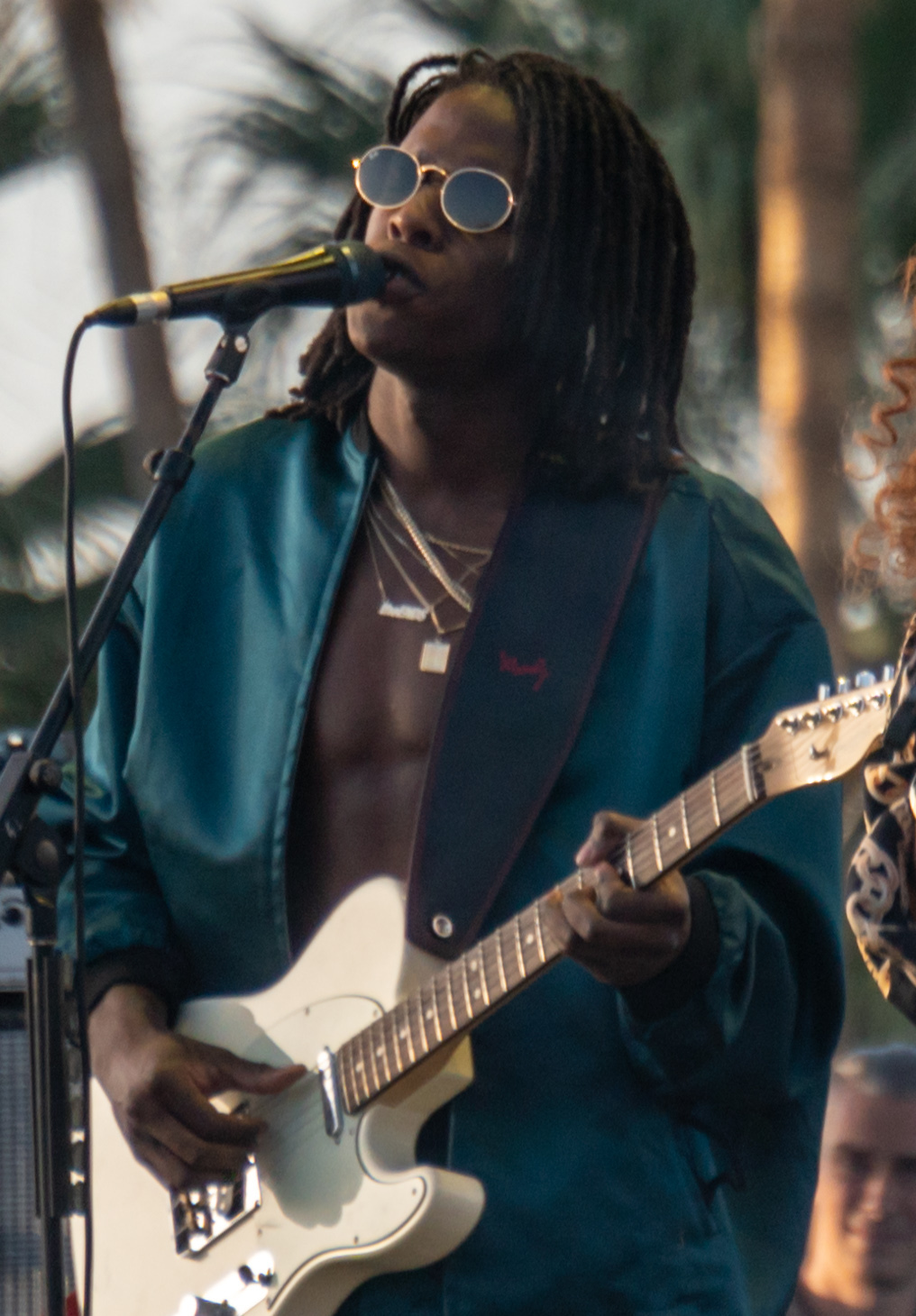
Vencedor com H.E.R. em 2019, Daniel Caesar acumula outras 3 indicações ao prêmio.

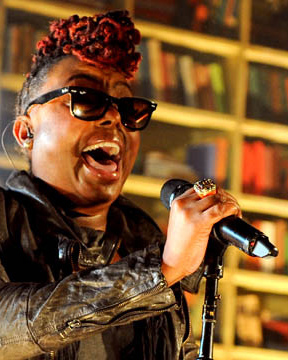
Com 4 indicações, Ledisi é a artista feminina mais nomeada ao prêmio.

| 1959 | The Champs                  | "Tequila"                          | - Harry Belafonte – Belafonte Sings the Blues - Nat King Cole – "Looking Back" - Perez Prado – "Patricia" - Earl Grant – "The End" | [ 4 ]  |
| 1960 | Dinah Washington            | "What a Diff'rence a Day Makes"    | - Elvis Presley – "A Big Hunk o' Love" - The Coasters – "Charlie Brown" - Jess Belvin – "Guess Who" - Nat King Cole – "Midnight Flyer" | [ 5 ]  |
| 1961 | Ray Charles                 | "Let the Good Times Roll"          | - Etta James – "All I Could Do Was Cry" - Hank Ballard – "Finger Poppin Time" - Muddy Waters – "Got My Mojo Working" - Jackie Wilson – "Lonely Teardrops" - LaVerne Baker – "Shake a Hand" - John Lee Hooker – "Travelin'" - Bob Diddley – "Walkin' and Talkin'" | [ 6 ]  |
| 1962 | Ray Charles                 | "Hit the Road Jack"                | - Ernie K-Doe – "Mother-In-Law" - Etta James – "The Fool That I Am" - Jimmy Reed – "Bright Lights, Big City" - Laverne Baker – "Saved" | [ 7 ]  |
| 1963 | Ray Charles                 | "I Can't Stop Loving You"          | - B. Bumble and the Stingers – "Nut Rocker" - Bobby Darin – "What'd I Say" - Little Eva – "The Loco-Motion" - Mel Torme – "Comin' Home Baby" - Sam Cooke – "Bring It On Home To Me"                                                                              | [ 8 ]  |
| 1964 | Ray Charles                 | "Busted"                           | - Barbara Lewis – "Hello Stranger" - Lenny Welch – "Since I Fell For You" - Little Johnny Taylor – "Part Time Love" - Major Lance – "Hey Little Girl" - Martha and the Vandellas – "(Love Is Like a) Heat Wave" - Sam Cooke – "Frankie and Johnny"               | [ 9 ]  |
| 1965 | Nancy Wilson                | "How Glad I Am"                    | - Sam Cooke – "Good Times" - The Impressions – "Keep on Pushing" - The Supremes – "Baby Love" - Dionne Warwick – "Walk On By" - Joe Tex – "Hold What You've Got"                                                                                                 | [ 10 ] |
| 1966 | James Brown                 | "Papa's Got a Brand New Bag"       | - Sam Cooke – "Shake" - The Temptations – "My Girl" - Wilson Pickett – "In The Midnight Hour" - Jr. Walker and The All-Stars – "Shotgun" | [ 11 ] |
| 1967 | Ray Charles                 | "Crying Time"                      | - James Brown – "It's a Man's Man's Man's World" - Lou Rawls – "Love Is a Hurtin' Thing" - Percy Sledge – "When a Man Loves a Woman" - Stevie Wonder – "Uptight (Everything's Alright)"                                                                          | [ 12 ] |
| 1968 | Aretha Franklin             | "Respect"                          | - Joe Tex – "Skinny Legs and All" - Lou Rawls – "Dead End Street" - Otis Redding – "Try a Little Tenderness" - Sam & Dave – "Soul Man" | [ 13 ] |
| 2012 | Corinne Bailey Rae          | "Is This Love"                     | - Marsha Ambrosius – "Far Away" - Ledisi – "Pieces of Me" - Kelly Price e Stokley – "Not My Daddy" - Charlie Wilson – "You Are" | [ 14 ] |
| 2013 | Usher                       | "Climax"                           | - Estelle – "Thank You" - Robert Glasper & Ledisi – "Gonna Be Alright (F.T.B.)" - Luke James – "I Want You" - Miguel – "Adorn" | [ 15 ] |
| 2014 | Snarky Puppy Lalah Hathaway | "Something"                        | - Tamar Braxton – "Love and War" - Anthony Hamilton – "Best Of Me" - Hiatus Kaiyote e Q-Tip – "Nakamarra" - Miguel e Kendrick Lamar – "How Many Drinks?" | [ 16 ] |
| 2015 | Beyoncé Jay-Z               | "Drunk in Love"                    | - Chris Brown, Usher e Rick Ross – "New Flame" - Jennifer Hudson e R. Kelly – "It's Your World" - Ledisi – "Like This" - Usher – "Good Kisser" | [ 17 ] |
| 2016 | The Weeknd                  | "Earned It (Fifty Shades of Grey)" | - Tamar Braxton – "If I Don't Have You" - Andra Day – "Rise Up" - Hiatus Kaiyote – "Breathing Underwater" - Jeremih e J. Cole – "Planez" | [ 18 ] |
| 2017 | Solange Knowles             | "Cranes in the Sky"                | - BJ the Chicago Kid – "Turnin' Me Up" - Ro James – "Permission" - Musiq Soulchild – "I Do" - Rihanna – "Needed Me" | [ 19 ] |
| 2018 | Bruno Mars                  | "That's What I Like"               | - Daniel Caesar e Kali Uchis – "Get You" - Kehlani – "Distraction" - Ledisi – "High" - SZA – "The Weekend" | [ 20 ] |
| 2019 | Daniel Caesar H.E.R.        | "Best Part"                        | - Toni Braxton – "Long as I Live" - The Carters – "Summer" - Lalah Hathaway – "Y O Y" - PJ Morton – "First Began" | [ 21 ] |
| 2020 | Anderson .Paak André 3000   | "Come Home"                        | - Brandy e Daniel Caesar – "Love Again" - H.E.R. e Bryson Tiller – "Could've Been" - Lizzo e Gucci Mane – "Exactly How I Feel" - Lucky Daye – "Roll Some Mo" | [ 22 ] |
| 2021 | Beyoncé                     | "Black Parade"                     | - Jhené Aiko e John Legend – "Lightning & Thunder" - Jacob Collier, Mahalia e Ty Dolla $ign – "All I Need" - Brittany Howard – "Goat Head" - Emily King – "See Me"                                                                                               | [ 23 ] |
| 2022 | Silk Sonic                  | "Leave the Door Open"              | - Snoh Aalegra – "Lost You" - Justin Bieber, Daniel Caesar e Giveon – "Peaches" - H.E.R. – "Damage" | [ 24 ] |
| 2023 | Muni Long                   | "Hrs and Hrs"                      | - Beyoncé – "Virgo's Groove" - Mary J. Blige e Anderson .Paak – "Here With Me" - Lucky Daye – "Over" - Jazmine Sullivan – "Hurt Me So Good" | [ 25 ] |
| 2024 | Coco Jones                  | "ICU"                              | - Chris Brown – "Summer Too Hot" - Robert Glasper, SiR e Alex Isley – "Back to Love" - Victoria Monét – "How Does It Make You Feel" - SZA – "Kill Bill" | [ 26 ] |